# Championnat du Costa Rica de football 1963-1964
Navigation
Saison précédente Saison suivante
La Primera División 1963-1964 est la quarante-deuxième édition de la première division costaricienne.
Lors de ce tournoi, le Deportivo Saprissa a conservé son titre de champion du Costa Rica face aux huit meilleurs clubs costariciens.
Chacun des neuf clubs participant était confronté quatre fois aux huit autres équipes.

## Les 9 clubs participants
| \| San José: Nicolás Marín Deportivo Saprissa LD Alajuelense CS Cartagines CS Herediano Limon FC I San José Orión FC Puntarenas FC I San José CS Uruguay \| Localisation des clubs engagés dans le championnat. |
| San José: Nicolás Marín Deportivo Saprissa LD Alajuelense CS Cartagines CS Herediano Limon FC I San José Orión FC Puntarenas FC I San José CS Uruguay                                                           |

| Club               | Stade                        | Capacité          | Ville        |
| LD Alajuelense     | Stade Alejandro Morera Soto  | 17 900            | Alajuela     |
| CS Cartagines      | Stade José Rafael Meza       | 13 500            | Cartago      |
| CS Herediano       | Stade Eladio Rosabal Cordero | 8 100             | Heredia      |
| Limon FC           | Stade Juan Gobán             | 3 000             | Puerto Limón |
| Nicolás Marín      | Stade inconnu                | Capacité inconnue | Guadalupe    |
| Orión FC           | Stade Lito Monge             | 27 500            | Curridabat   |
| Puntarenas FC      | Stade inconnu                | Capacité inconnue | Puntarenas   |
| Deportivo Saprissa | Stade national du Costa Rica | 25 500            | San José     |
| CS Uruguay         | Stade Municipal el Labrador  | 2 500             | Coronado     |

## Compétition
Les neuf équipes s'affrontent à quatre reprises selon un calendrier tiré aléatoirement.
Le classement est établi sur l'ancien barème de points (victoire à 2 points, match nul à 1, défaite à 0).
Le départage final se fait selon les critères suivants :
- Le nombre de points.
- Une confrontation aller-retour supplémentaire.

### Classement
| Rang | Équipe                 | Pts | J  | G  | N  | P  | Bp | Bc | Diff |
| ---- | ---------------------- | --- | -- | -- | -- | -- | -- | -- | ---- |
| 1    | Deportivo Saprissa (T) | 45  | 32 | 18 | 9  | 5  | 56 | 34 | +22  |
| 2    | Orión FC               | 42  | 32 | 17 | 8  | 7  | 55 | 33 | +22  |
| 3    | LD Alajuelense         | 39  | 32 | 15 | 9  | 8  | 61 | 47 | +14  |
| 4    | CS Herediano           | 37  | 32 | 14 | 9  | 9  | 35 | 31 | +4   |
| 5    | Puntarenas FC (P)      | 30  | 32 | 9  | 12 | 11 | 46 | 49 | -3   |
| 6    | CS Uruguay             | 30  | 32 | 11 | 8  | 13 | 48 | 51 | -3   |
| 7    | CS Cartagines          | 27  | 32 | 8  | 11 | 13 | 34 | 39 | -5   |
| 8    | Nicolás Marín (P)      | 24  | 32 | 9  | 6  | 17 | 39 | 56 | -17  |
| 9    | Limon FC (P)           | 14  | 32 | 4  | 6  | 22 | 27 | 61 | -34  |

| Légende : Abréviations | Légende : Abréviations                                   |
| ---------------------- | -------------------------------------------------------- |
|                        | (T) : Tenant du titre (P) : Promu de la saison 1962-1963 |

## Bilan du tournoi
| Tableau d'Honneur |                    |
| Compétition       | Vainqueur          |
| Primera División  | Deportivo Saprissa |

| Promotions et relégations   |                     |
| Relégué en Segunda División | Aucun               |
| Promu de Segunda División   | Municipal Turrialba |

## Statistiques

### Meilleur buteur
- Errol Daniels (LD Alajuelense) 24 buts